# Gare de Mons
Pour les articles homonymes, voir Gare de Mons (homonymie).
La gare de Mons (province de Hainaut, Belgique) est une gare ferroviaire de la Société nationale des chemins de fer belges (SNCB), desservie par le service Ouigo Train Classique (OTC), des trains InterCity (IC), Omnibus (L) et Heure de Pointe (P). Elle est située au croisement de la ligne 96 (Bruxelles-Quévy) et de la dorsale wallonne (lignes 97 et 78 vers Quiévrain et Tournai, et ligne 118 vers La Louvière-Centre).
Située à proximité du centre de la ville de Mons, elle fut mise en service en 1841 par les Chemins de fer de l'État belge et reconstruite à trois reprises depuis lors.
Le troisième bâtiment, qui datait de 1952, a été démoli en 2013 puis est progressivement remplacé par une nouvelle gare, conçue par l'architecte Santiago Calatrava ; le budget, prévu à 37 millions d'euros en 2006, atteint 480 millions en 2024 (en fin de chantier), soit 13 fois le montant initial.
Initialement prévue pour 2015, la nouvelle gare est finalement mise en service le 18 décembre 2024, puis est inaugurée le 31 janvier 2025 dans le cadre du festival « Mons en Lumières ».

## Situation ferroviaire
Établie à 33 m d'altitude, la gare de Mons est située au point kilométrique (PK) 60,3 de la ligne 96, de Bruxelles-Midi à Quévy (frontière), entre les gares ouvertes de Ghlin et de Frameries. Gare de bifurcation, elle était l'origine de l'ancienne ligne 98, de Mons à Quiévrain via Warquignies et Colfontaine, de la ligne 97, de Saint-Ghislain à Quiévrain (frontière) et de la ligne 118, de Mons à La Louvière-Sud.

## Histoire

### Arrivée du train à Mons

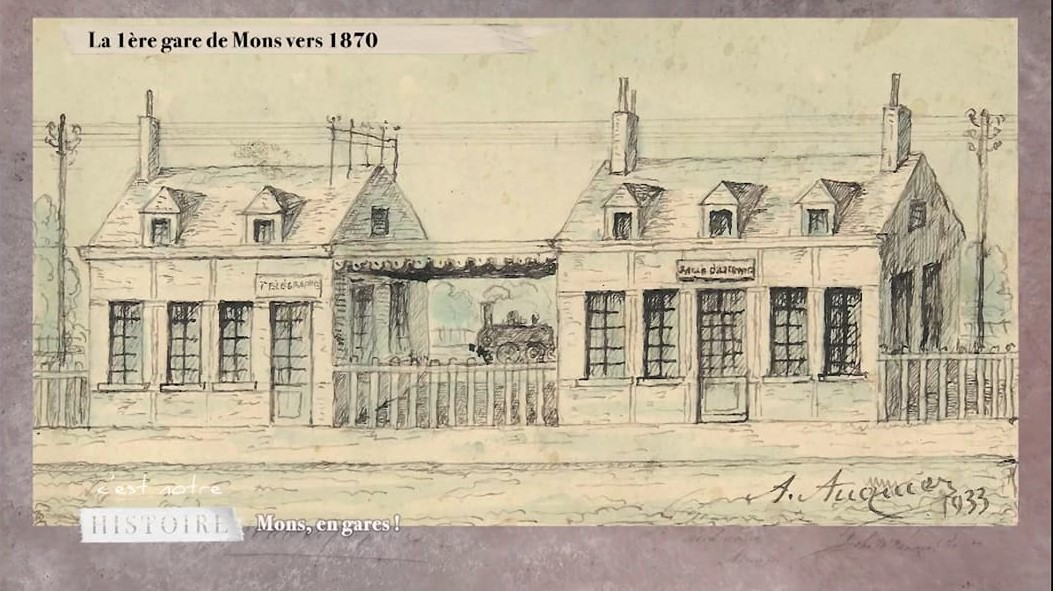
La gare, vers 1870 (crayonné de 1933).

La première gare de Mons a été mise en service le 19 décembre 1841. L’inauguration de la première lignée ferroviaire en Belgique entre Bruxelles et Malines remonte à 1835 et cette dernière constitue un maillon d'un réseau comprenant quatre grandes lignes et quatre embranchements. Dès les discussions préalables à la construction du premier chemin de fer, le Roi et le gouvernement poussent le chemin de fer à se développer et à passer les frontières belges ; c'est ainsi que la « ligne du Midi » doit relier Bruxelles à la frontière française, en direction de Valenciennes, appelée à constituer une liaison vers Paris, tandis que la ligne de Malines à Ostende est dotée d'un embranchement partant de Gand vers Courtrai, Mouscron et Lille. Contrairement à Tournai, dont la gare est alors un modeste terminus le long de l'Escaut accessible depuis Mouscron, Mons est d'emblée une gare à la vocation internationale, accessible directement depuis Bruxelles et connectée à Paris à partir de 1846. Le bâtiment originel, inauguré en 1842, se situait sur l'emplacement actuel de la place Léopold.
Le premier projet de chemin de fer belge, concrétisé en 1843, n'a pas vocation à donner à l’État la responsabilité de l'expansion du réseau qui est laissée durant les 30 années qui suivent à l'initiative du secteur privé. En Hainaut, un immense réseau de lignes industrielles et de nouveaux chemins de fer se tisse mais en dehors, dont la ligne de Mons à Quévy (raccourcissant le trajet vers Paris) sous le contrôle de la Compagnie du Nord - Belge tandis que des liaisons vers Manage, Ath et Chimay voient le jour. L'évolution exponentielle du chemin de fer belge rendra très vite la première gare insuffisante qui, 30 ans après sa construction, sera remplacée.

### La gare de 1874
Un nouveau bâtiment de gare est mis en service en 1874. Cette nouvelle infrastructure, construite dans le style néo-roman[réf. nécessaire], est due aux plans de l’ingénieur Van Der Sweep. Elle présente un corps central surmonté d'une grande horloge qu'encadrait des statues figurant le commerce et l’industrie. De part et d'autre de cette partie monumentale abritant la salle des pas perdus se trouvent deux longues ailes rythmées par deux frontons, surmontant les accès secondaires, dont les façades s'ornaient de 20 baies à arc en plein cintre surmontées de 16 blasons symbolisant la province et des principales villes du Pays. Une grande verrière de fer et de verre couvre également les 8 lignes desservant Mons à l'arrière de la gare.
Le bâtiment et sa verrière sont fortement endommagés à la fin de la Seconde Guerre mondiale lors de bombardements survenus le 10 mai 1944 par l'US Army Air Force. Une reconstruction complète étant nécessaire, après une courte réhabilitation des parties les moins sinistrées, elle est démolie et remplacée, en phases successives, par un bâtiment plus moderne, inauguré en 1952.

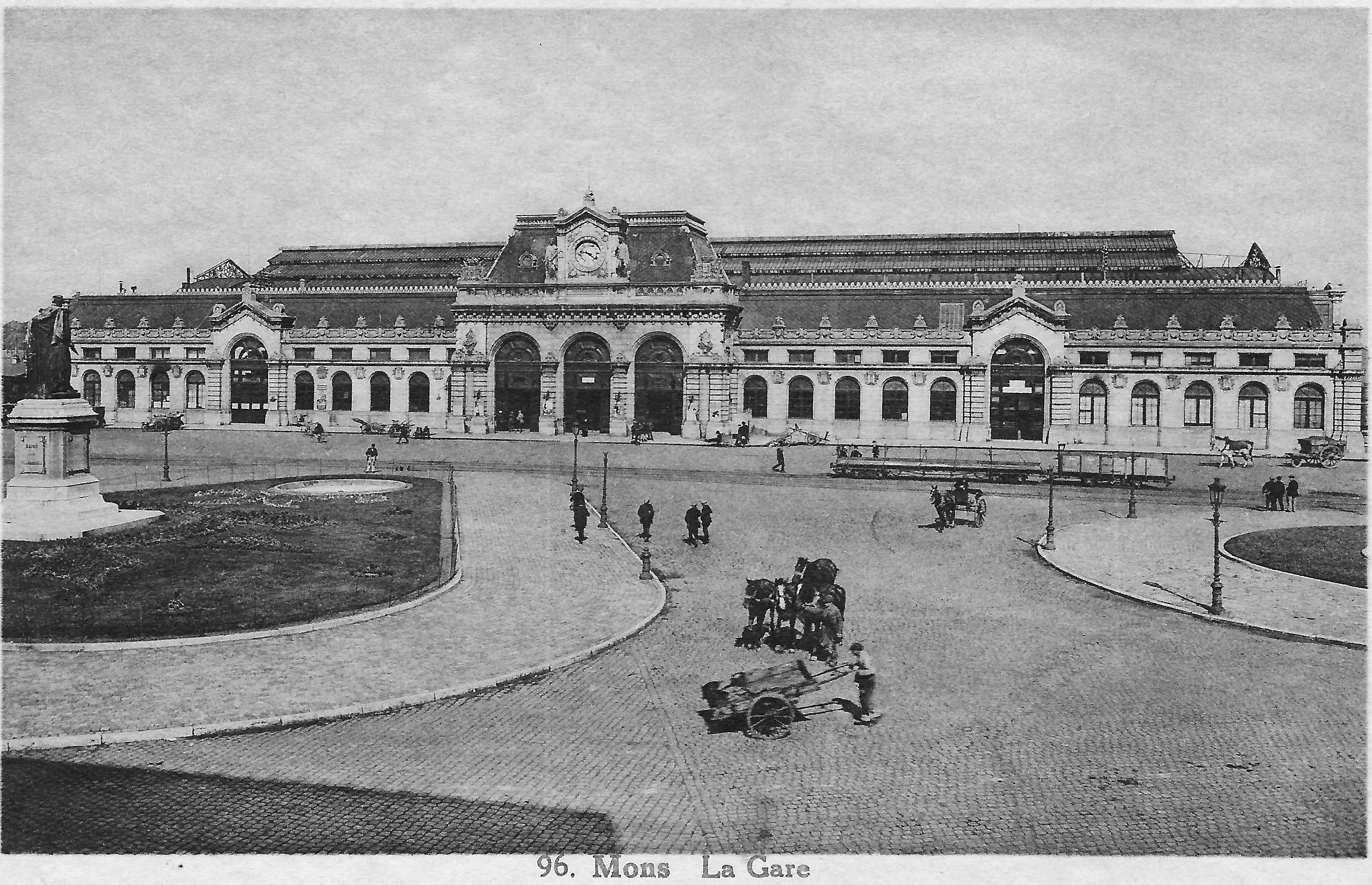
La gare, après 1874.
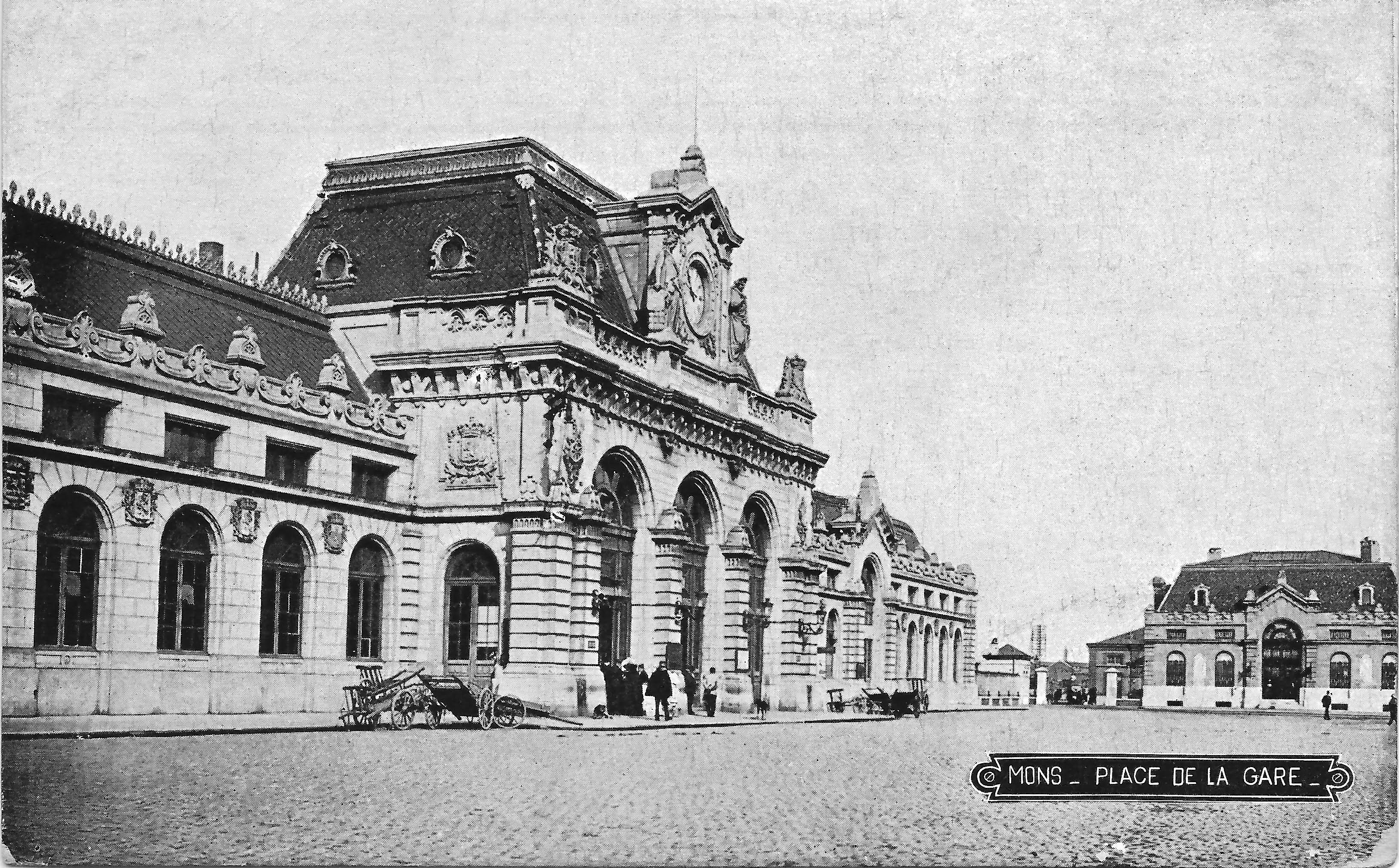
Au fond, le bureau de poste de la gare.

### La gare Panis de 1952
Le Ministre Achille Van Acker pose la première pierre de cette nouvelle gare le 8 décembre 1947. La gare sera inaugurée en 1952, elle est l'œuvre de l'architecte montois René Panis. Le bâtiment présente sur ses quatre façades un parement en pierre de Soignies, ainsi qu'une imposante horloge d'un style typique des années 1950.
La salle des pas perdus est ornée d'une fresque décorative. Perchée à une dizaine de mètres du sol, elle propose, sur trois parois, un aperçu de la vie socio-culturelle et folklorique de la région de Mons-Borinage. L'ouvrage a été commandé dans le cadre des festivités de l'Exposition Universelle de 1958. Il est conçu par le peintre et décorateur montois Jacques D'Hondt qui l'a réalisé sur des panneaux en bois. Abimée par le temps, l’œuvre a été remplacée en mai 2001, pour les 75 ans de la SNCB, par une nouvelle fresque réalisée par conjointement par Jacques D'Hondt et par l'artiste turc Dogan Cakir, qui avait notamment décoré le hall d'accueil Thalys à Bruxelles-Midi ; ces derniers transcrivent les dessins de Jacques d'origine sur des panneaux de tôle émaillée,. La gare renfermait aussi de magnifiques vitraux, œuvres de Zéphyr Busine et de Georges Boulmant ainsi que des reliefs sculptées dans la pierre de Soignies par Raoul Godfroid. La gare de 1952 a été définitivement fermée le 24 mars 2013, après 61 ans d'existence, et fut démolie fin juin 2013 pour laisser place à un nouveau projet signé par l'architecte Santiago Calatrava.

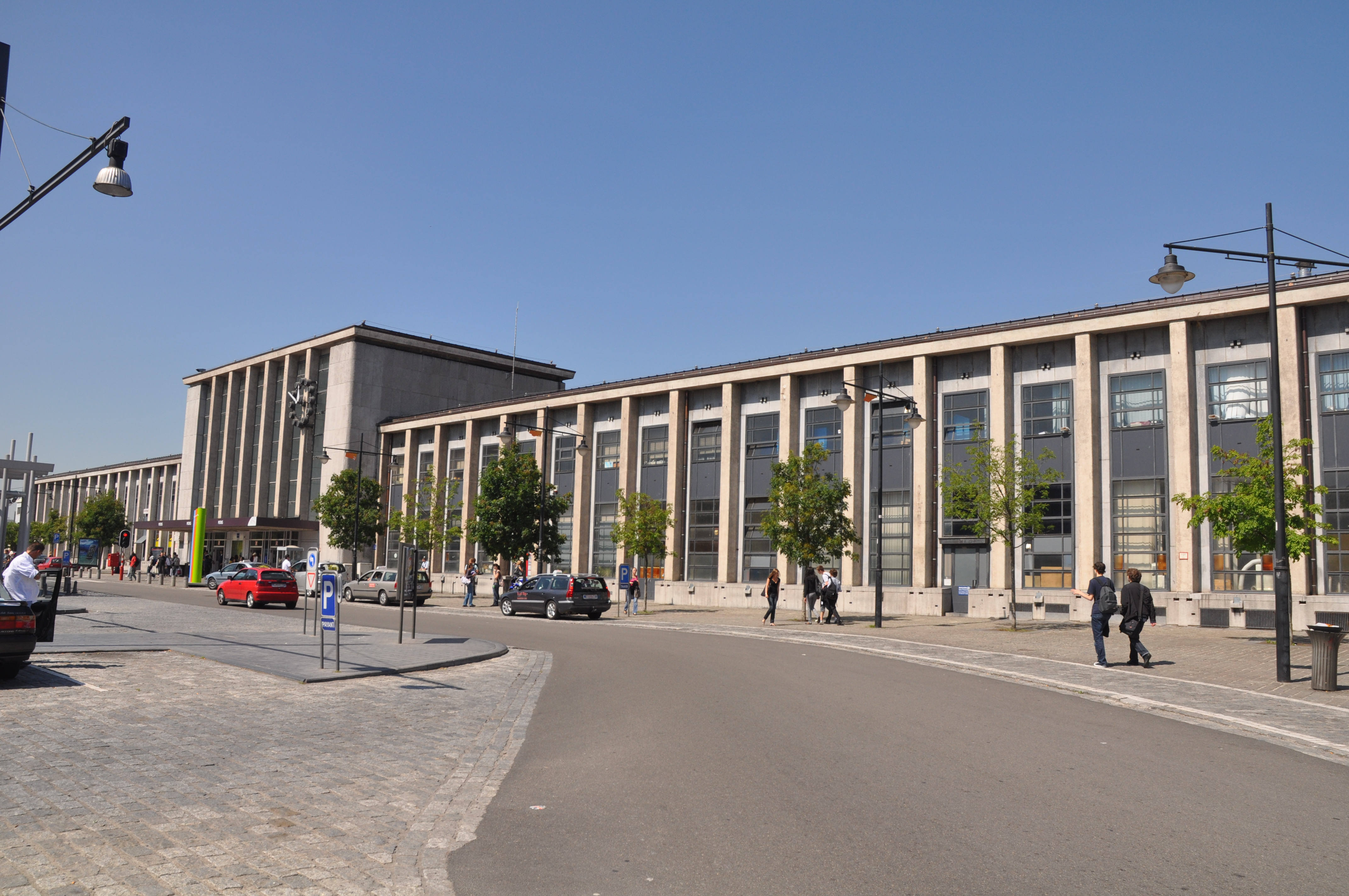
La gare de 1952.
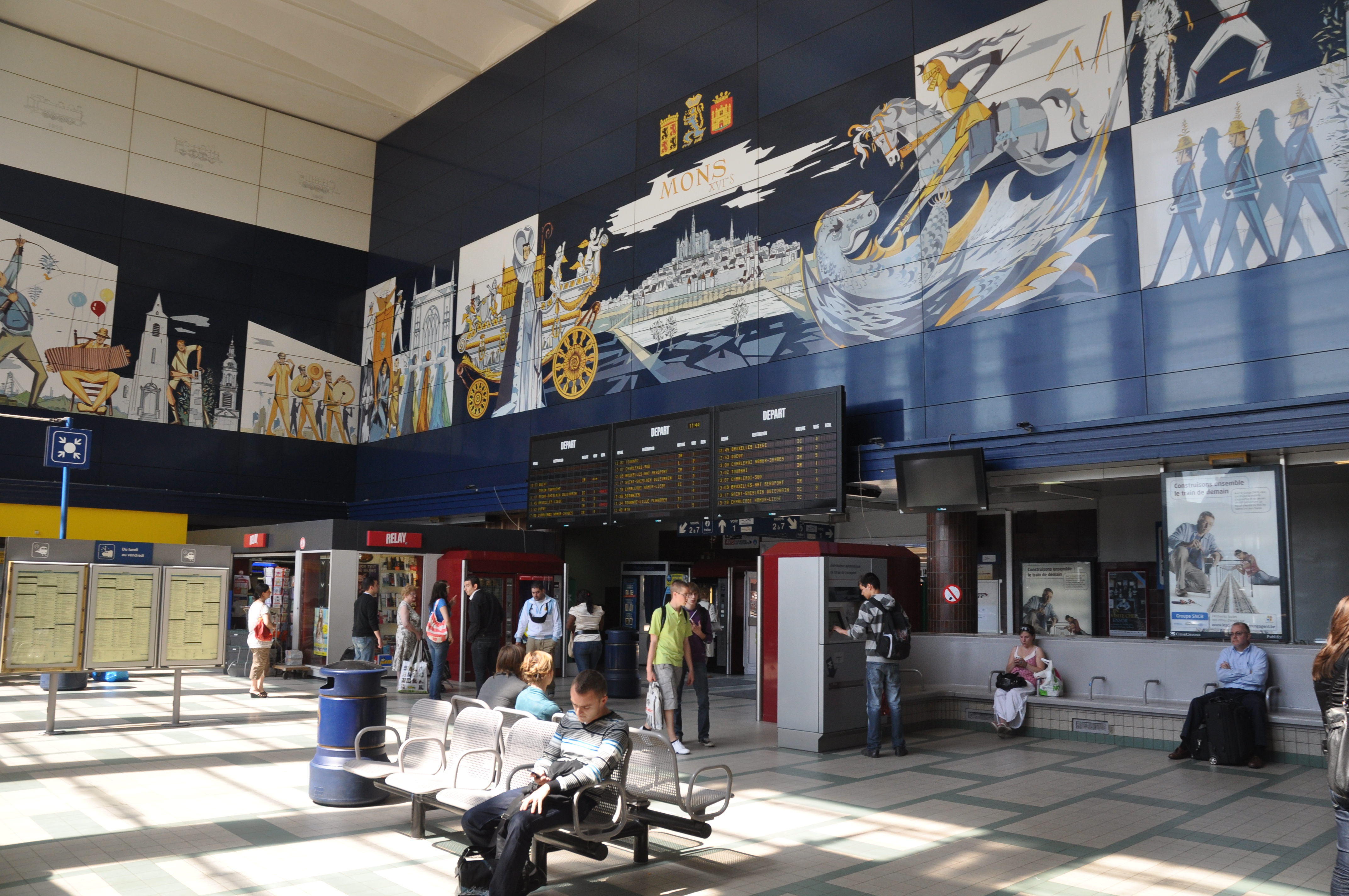
Fresque de Jacques D'Hondt et Dogan Cakir.
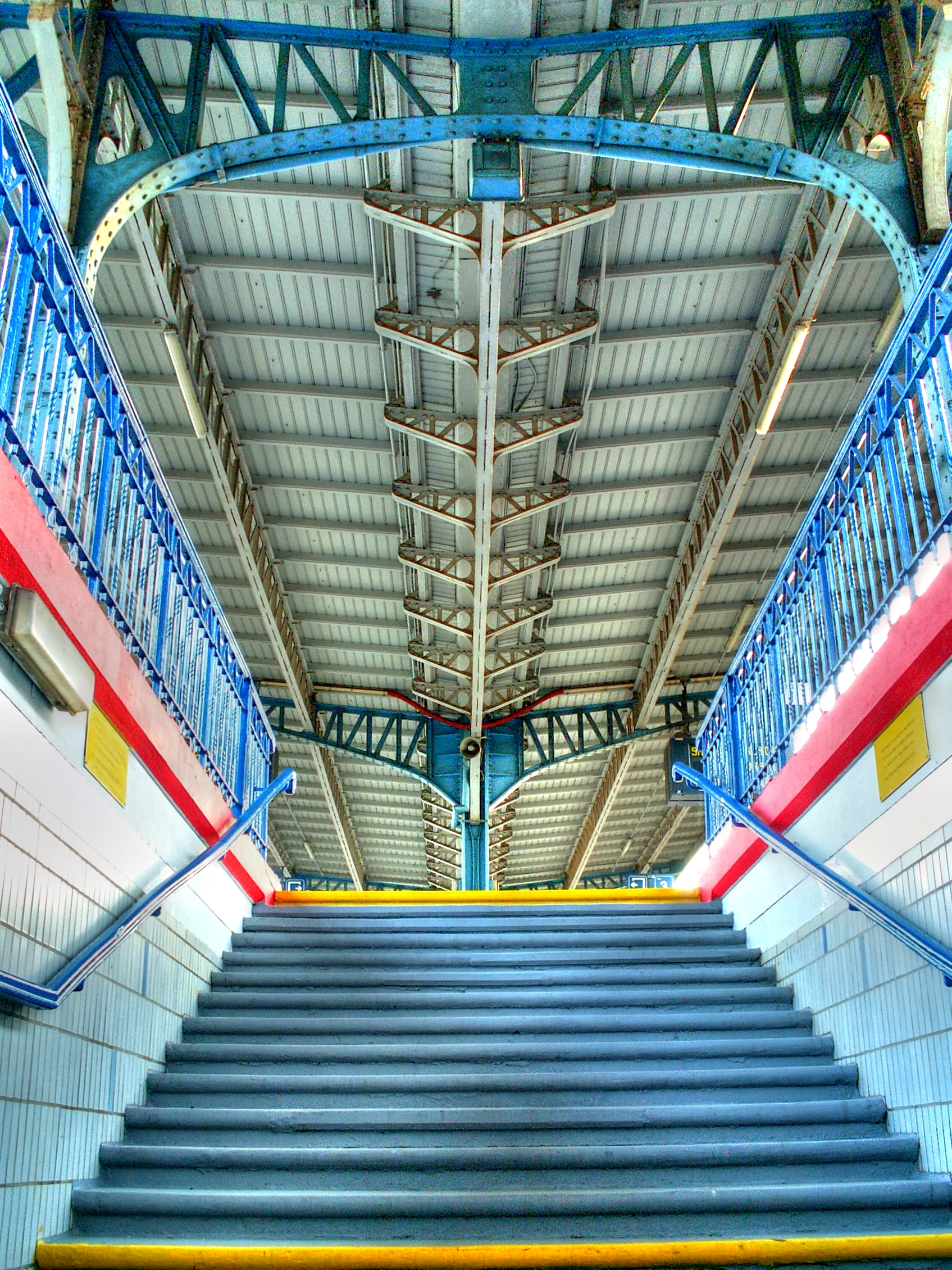
Escaliers du souterrain, menant aux quais.

### La gare de Santiago Calatrava
En 2004, la SNCB a décidé d'entreprendre une importante modernisation du site en recentrant la gare sur le transport de voyageurs. Elle a confié les missions d'études et de suivi des travaux qui en résulteront à Euro Liège TGV (devenue Eurogare en 2010). Les études d'avant-projet, sur les volets des infrastructures ferroviaires et de l'accueil des voyageurs, ont mis en évidence une série d'objectifs sur le plan ferroviaire ; il s'agit notamment : de réduire le nombre de voies de garage et de relais marchandises pour valoriser les potentialités commerciales et d'accueil des voyageurs ; de dégager des espaces afin de permettre le franchissement du site et la réalisation de la double accessibilité à la gare ; d'uniformiser la longueur des quais (350 m) et leur largeur (8,50 m) et d'adapter le tracé de la ligne 118 (dorsale wallonne) pour augmenter la vitesse d'entrée en gare.
Le graphique qui aurait dû être présenté ici ne peut pas être affiché car il utilise l'ancienne extension Graph, désactivée pour des questions de sécurité. Des indications pour créer un nouveau graphique avec la nouvelle extension Chart sont disponibles ici.

Ventilation du budget estimé à 324 millions € en 2020 :
- Coût initial (37 millions €)
- Indexation du budget initial (12 millions €)
- Gare des bus et places publiques (47 millions €)
- Infrastructure ferroviaire (132 millions €)
- Retards et faillites (50 millions €)
- Évolution du projet (46 millions €)

Sur le plan de l'accueil voyageurs, il s'agit : d'améliorer la qualité des infrastructures d'accueil et de rencontrer les normes actuelles pour les personnes à mobilité réduite ; de faciliter l'accès aux quais depuis la place et les parkings ; d'optimiser l'accessibilité à la gare et l'intermodalité ; de liaisonner le cœur historique de Mons et le site des Grands Prés ; d'aménager un parking véhicules d'une capacité minimum de 800 places et de valoriser des terrains libérés connexes à la gare (boulevards Charles-Quint et Gendebien). Afin de développer un projet de qualité, novateur, intégrant les dimensions fonctionnelles, architecturales, urbanistiques et environnementales posées lors de l'identification des objectifs. Eurogare décide de faire appel à un bureau d'architecture externe et lance un concours en janvier 2006 (avis de marché aux niveaux belge et européen). Ce concours vise à dégager une esquisse architecturale et urbanistique portant sur l'aménagement général du site de la gare. Cet aménagement inclut un parking paysager, une liaison aérienne entre la place Léopold, la gare et le site des Grands Prés, en ce compris la desserte des quais via les accès existants et futurs. Au terme de ce concours, la conception de cet ensemble est confiée à l'ingénieur et architecte Santiago Calatrava et, en octobre 2006, la maquette d'esquisse de ce premier acte de la modernisation du site de Mons est rendue publique.
Santiago Calatrava Valls devait construire sa gare en laissant intacte la gare de 1952. C’était là une qualité qui l’avait distingué des autres candidats lors du concours de 2006. La gare de 1952 fut ensuite vouée à disparaître, selon la SNCB ; le projet a « évolué », « mûri ».
D'un budget de 37 millions d'euros en 2006, prévu initialement pour un aménagement général du site de la gare n'incluant pas les infrastructures ferroviaires et le réaménagement du bâtiment des voyageurs, mais qui envisage la construction d'une passerelle menant à l'espace commercial des Grands Prés - Shopping de Wallonie, ce projet deviendra au fil des ans celui d'une véritable « gare-passerelle » complètement modernisée nécessitant des investissements beaucoup plus lourds et qui s'élèveront à 150 millions en 2012, 263 millions en 2017, 324 millions en 2020, et 332 millions en 2022 alors que la Cour des Comptes publie un rapport relevant plusieurs irrégularités dans l'évolution du projet,. Le réaménagement aura finalement coûté 480 millions d'euros, les responsables promettant un changement de méthode et plus de sobriété pour les éventuels projets futurs.
La mise en service de la nouvelle « gare-passerelle » était à l'origine prévue pour début 2015,, mais, à la suite des nombreux retards dus aux faillites de divers intervenants, elle est finalement mise en service le 18 décembre 2024 (puis est inaugurée le 31 janvier 2025 à l'occasion du festival « Mons en Lumières ») ; les cyclistes estiment que ses aménagements la rendent peu accessible. En attendant, les voyageurs devaient utiliser une gare provisoire, qui était constituée de conteneurs assemblés (les mêmes que ceux qui ont servi pour la gare provisoire de Liège-Guillemins) ; cette dernière (ainsi que sa passerelle) est démontée en février 2025.
Par ailleurs, à partir de 2015, la gare provisoire n'accueille plus le TGV en direction de Paris-Nord qui permettait d’atteindre cette dernière en 1 h 20 car la société Thalys, gestionnaire de la ligne, a décidé de « sacrifier » la dorsale wallonne jugée trop peu rentable. Les voyageurs désireux de se rendre dans la capitale française sont alors contraints de passer par Bruxelles-Midi ou Lille-Flandres. En 2023, la France et la Belgique annoncent envisager une nouvelle relation entre Schaerbeek et Paris-Nord qui passerait notamment par Mons, mais sa mise en service prévue pour fin 2024 est abandonnée, et c’est finalement une liaison Ouigo Train Classique Paris-Nord – Bruxelles-Midi (via Creil, Aulnoye-Aymeries et Mons) qui est lancée le 19 décembre 2024,,. Le 13 avril 2025, un arrêt supplémentaire à Saint-Quentin est ajouté.

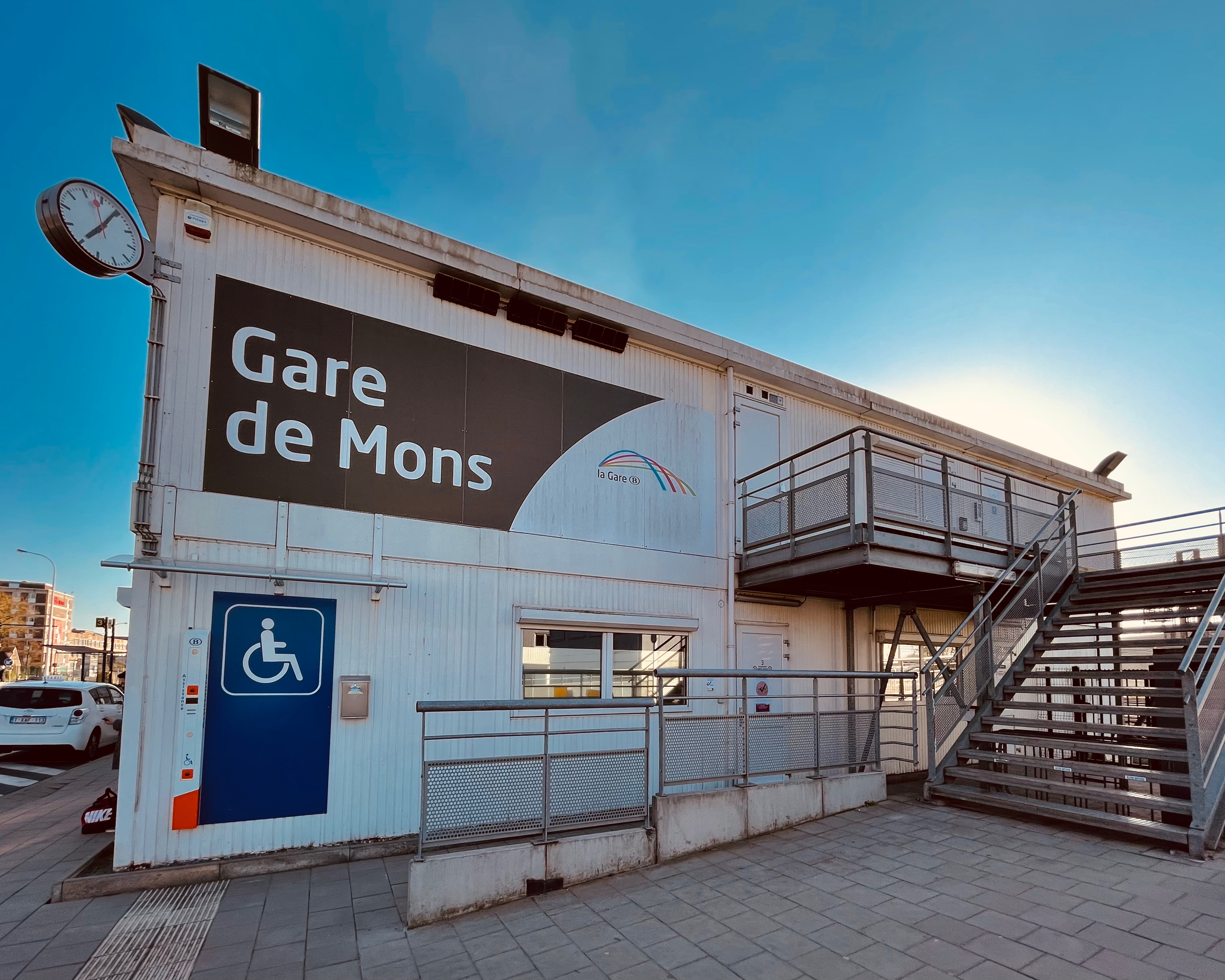
La gare provisoire (avril 2021).
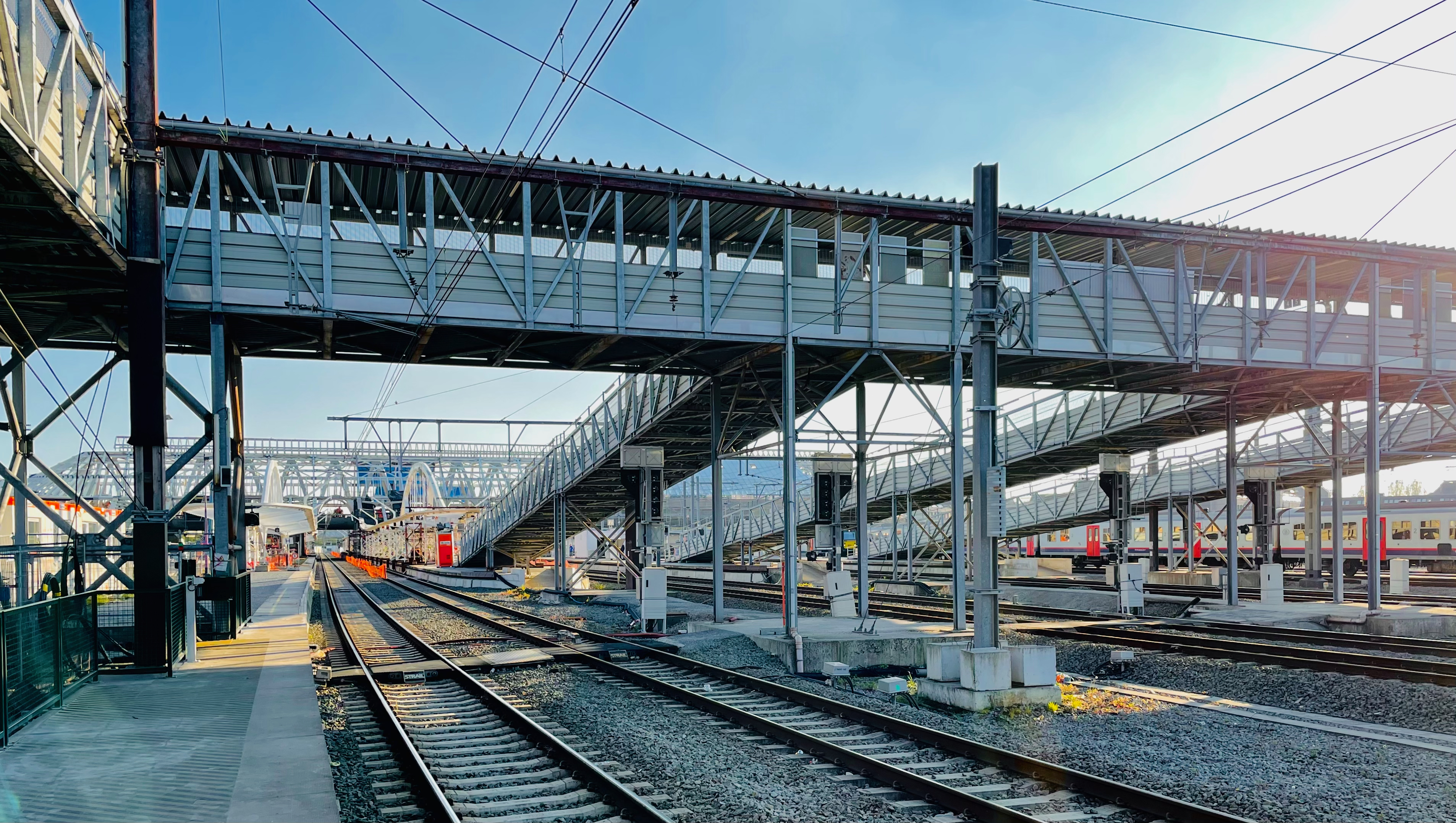
Passerelle de la gare provisoire (avril 2021).
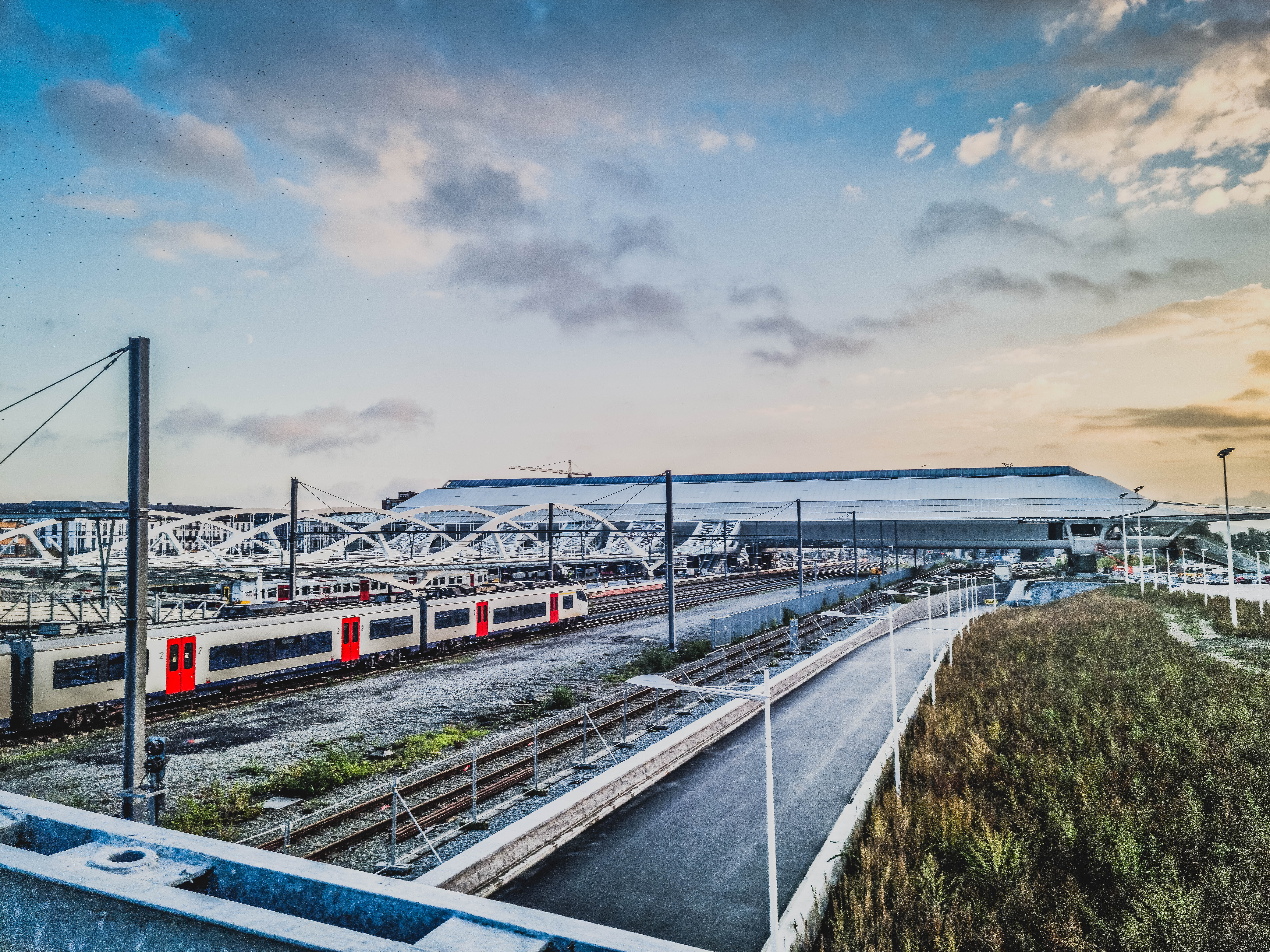
La nouvelle gare en construction, vue depuis la passerelle provisoire (octobre 2022).

## Fréquentation
Ces graphique et tableau montrent le nombre de voyageurs embarquant en moyenne durant la semaine, le samedi et le dimanche.
| Nombre de passagers qui embarquent en gare | Nombre de passagers qui embarquent en gare | Nombre de passagers qui embarquent en gare | Nombre de passagers qui embarquent en gare |
|                                            | Semaine                                    | Samedi                                     | Dimanche                                   |
| ------------------------------------------ | ------------------------------------------ | ------------------------------------------ | ------------------------------------------ |
| 1977                                       | 12 149                                     | 3 411                                      | 2 939                                      |
| 1978                                       | 12 000                                     | 3 400                                      | 2 500                                      |
| 1979                                       | 12 587                                     | 3 359                                      | 2 873                                      |
| 1980                                       | 11 423                                     | 3 500                                      | 3 000                                      |
| 1981                                       | 12 289                                     | 3 835                                      | 3 757                                      |
| 1982                                       | 10 188                                     | 3 849                                      | 3 656                                      |
| 1983                                       | 11 308                                     | 2 347                                      | 2 900                                      |
| 1984                                       | 10 265                                     | 2 569                                      | 2 602                                      |
| 1985                                       | 10 437                                     | 2 608                                      | 2 735                                      |
| 1986                                       | 9 005                                      | 2 363                                      | 2 184                                      |
| 1987                                       | 10 224                                     | 2 393                                      | 2 636                                      |
| 1988                                       | 8 785                                      | 3 314                                      | 2 405                                      |
| 1989                                       | 8 071                                      | 2 861                                      | 2 239                                      |
| 1990                                       | 8 205                                      | 1 751                                      | 1 713                                      |
| 1991                                       | 8 194                                      | 2 368                                      | 2 015                                      |
| 1992                                       | 9 191                                      | 2 350                                      | 2 485                                      |
| 1993                                       | 7 336                                      | 1 824                                      | 1 881                                      |
| 1994                                       | 9 392                                      | 2 742                                      | 2 740                                      |
| 1995                                       | 7 129                                      | 2 016                                      | 1 374                                      |
| 1996                                       | 7 574                                      | 2 297                                      | 1 874                                      |
| 1997                                       | 7 884                                      | 2 293                                      | 1 759                                      |
| 1998                                       | 8 738                                      | 2 446                                      | 2 110                                      |
| 1999                                       | 8 963                                      | 1 885                                      | 1 463                                      |
| 2000                                       | 9 200                                      | 2 258                                      | 1 860                                      |
| 2001                                       | 8 758                                      | 1 922                                      | 1 954                                      |
| 2002                                       | 9 367                                      | 2 614                                      | 2 114                                      |
| 2003                                       | 7 652                                      | 2 108                                      | 1 968                                      |
| 2004                                       | 8 916                                      | 2 390                                      | 2 248                                      |
| 2005                                       | 9 996                                      | 2 944                                      | 2 556                                      |
| 2006                                       | 10 113                                     | 2 672                                      | 2 150                                      |
| 2007                                       | 10 387                                     | 3 178                                      | 2 597                                      |
| 2008                                       | -                                          | -                                          | -                                          |
| 2009                                       | 8 556                                      | 1 779                                      | 1 522                                      |
| 2010                                       | -                                          | -                                          | -                                          |
| 2011                                       | -                                          | -                                          | -                                          |
| 2012                                       | 7 633                                      | 1 915                                      | 1 488                                      |
| 2013                                       | 9 956                                      | 1 521                                      | 1 653                                      |
| 2014                                       | 9 434                                      | 2 404                                      | 2 030                                      |
| 2015                                       | 8 997                                      | 3 747                                      | 3 517                                      |
| 2016                                       | 8 698                                      | 3 518                                      | 2 765                                      |
| 2017                                       | 8 502                                      | 3 432                                      | 3 015                                      |
| 2018                                       | 9 273                                      | 4 145                                      | 2 434                                      |
| 2019                                       | 9 820                                      | 3 839                                      | 2 498                                      |
| 2020                                       | 6 475                                      | 2 328                                      | 1 913                                      |
| 2021                                       | -                                          | -                                          | -                                          |
| 2022                                       | 8 923                                      | 3 304                                      | 2 760                                      |
| 2023                                       | 9 399                                      | 5 160                                      | 4 559                                      |
| 2024                                       | 9 676                                      | 3 615                                      | 3 276                                      |

## Service des voyageurs

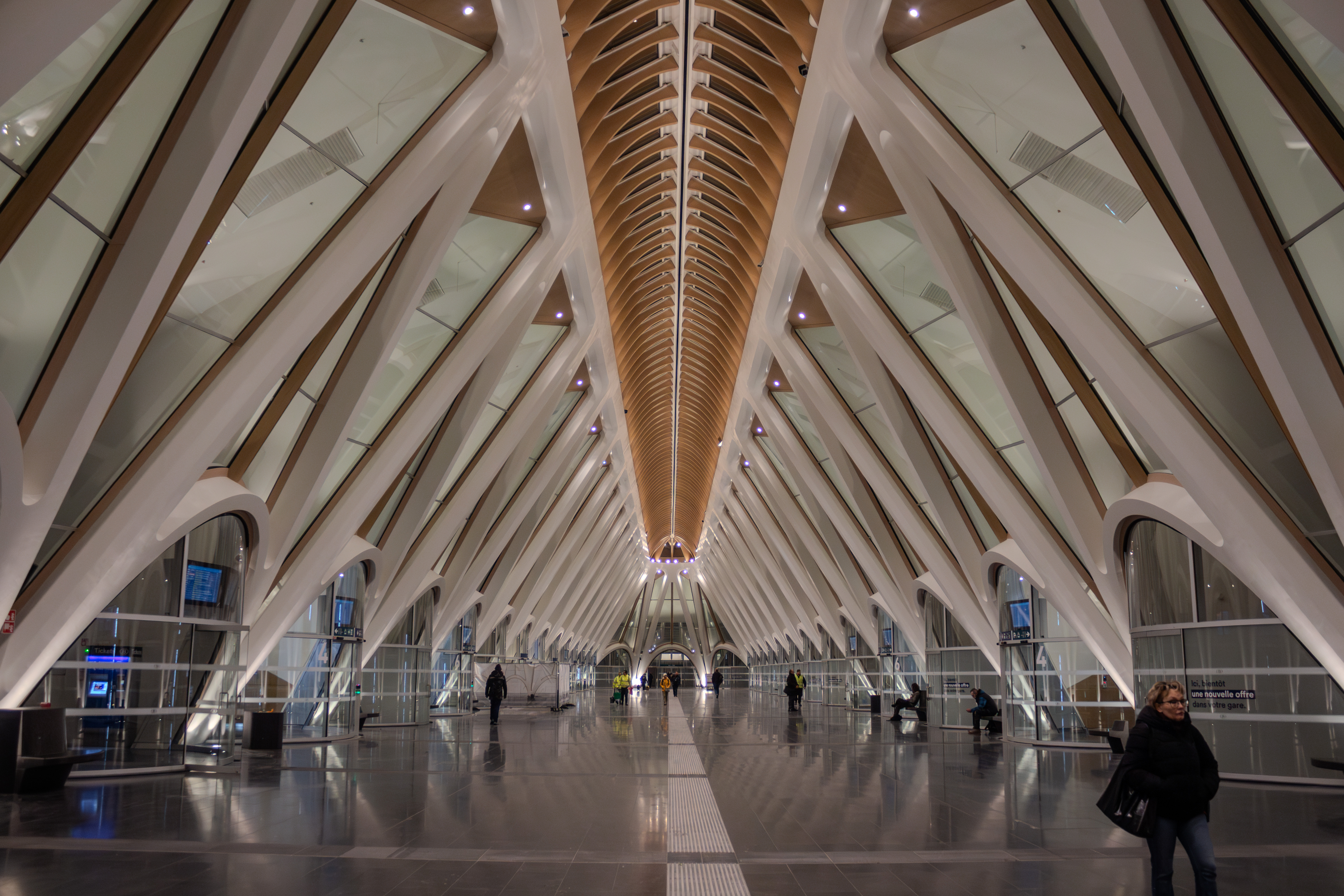
Intérieur de la gare.

### Accueil
Gare de la SNCB, elle dispose d'un bâtiment voyageurs avec guichets, ouvert tous les jours. Des aménagements, équipements et services sont à la disposition des personnes à la mobilité réduite.

### Desserte

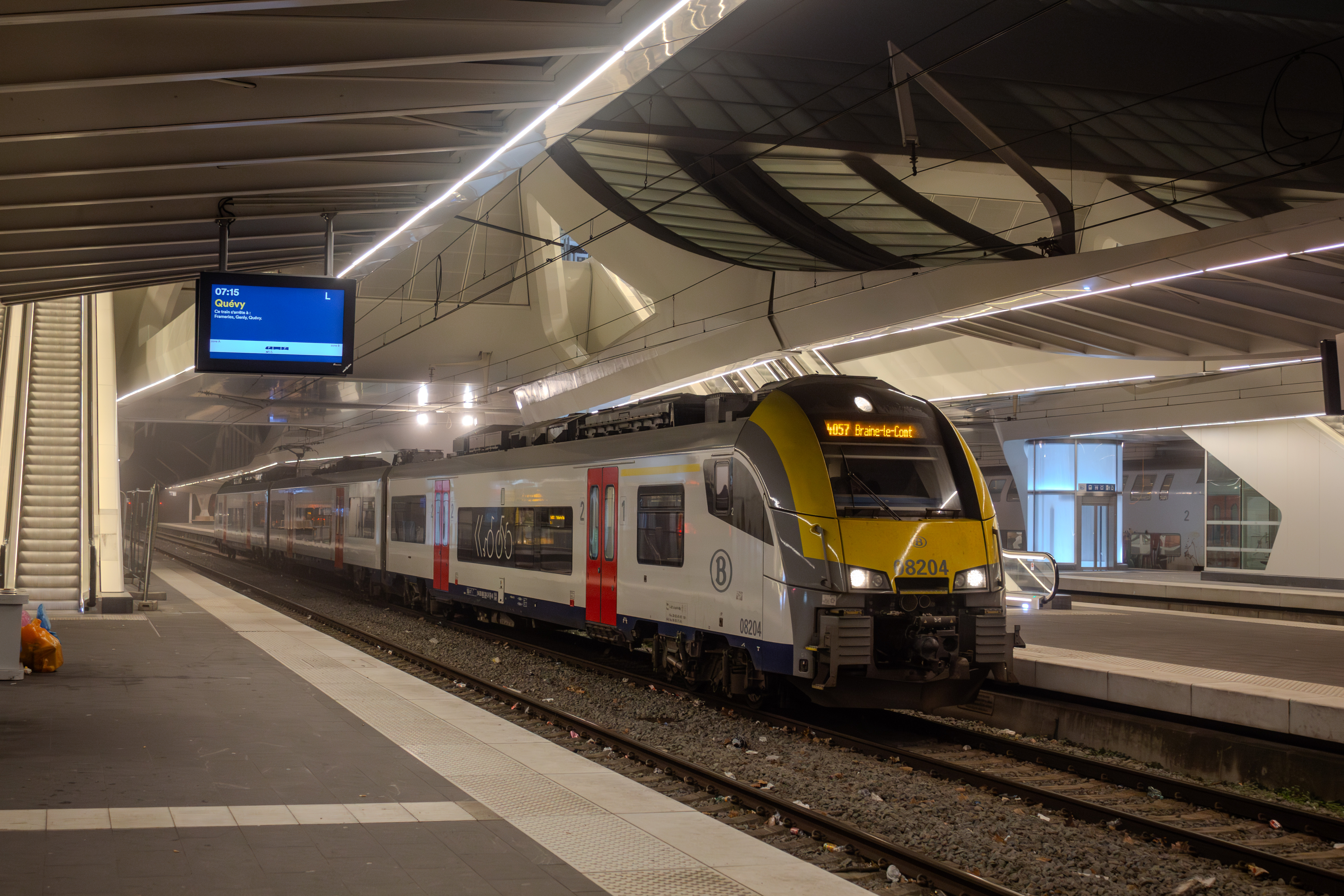
Une automotrice AM08, voie 2.

Mons est desservie par des trains InterCity (IC), Omnibus (L) et Heure de pointe (P) de la SNCB, qui effectuent des missions sur les lignes commerciales 78 (Mons - Tournai - Lille) , 90 (Grammont - Ath - Mons), 96 (Bruxelles - Quévy), 97 (Mons - Quiévrain) et 118 (Mons - La Louvière-centre),.
En semaine, la gare est desservie par les trains :
- IC-19 Lille-Flandres / Tournai - Namur ;
- IC-06A Mons - Bruxelles-Aéroport-Zaventem ;
- IC-25 Mons - La Louvière - Charleroi-Central - Namur - Liège-Saint-Lambert ;
- IC-14 Quiévrain - Bruxelles - Hasselt - Tongres ;
- L Quévy - Mons - La Louvière-Sud ;
- L Mouscron / Tournai - Mons - Ath - Grammont ;
- P Mons - La Louvière-Sud / Manage ;
- P Quiévrain / Quévy / Saint-Ghislain - Schaerbeek ;
- P Tournai - Mons, Quiévrain - Mons et Mons - Ath.

Les week-ends et jours fériés, la gare est desservie par les trains :
- IC-06A Mons - Bruxelles-Aéroport-Zaventem ;
- IC-25 Mouscron - La Louvière - Namur - Liège-Guillemins ;
- L Quévy - Mons - Ath - Grammont ;
- L Mons - La Louvière-Sud ;
- L Quiévrain - Mons.

La gare est également desservie par le service international Ouigo Train Classique (OTC), qui assure la liaison Paris-Nord - Creil - Aulnoye-Aymeries - Mons - Bruxelles-Midi.

### Intermodalité
Un parc à vélos et un parking sont aménagés aux abords de la gare. Des bus TEC la desservent. La gare est aussi desservie par la ligne transfrontalière no 41 assurant la liaison entre Mons et Maubeuge, et conjointement organisée par le réseau français Stibus et le TEC Hainaut.

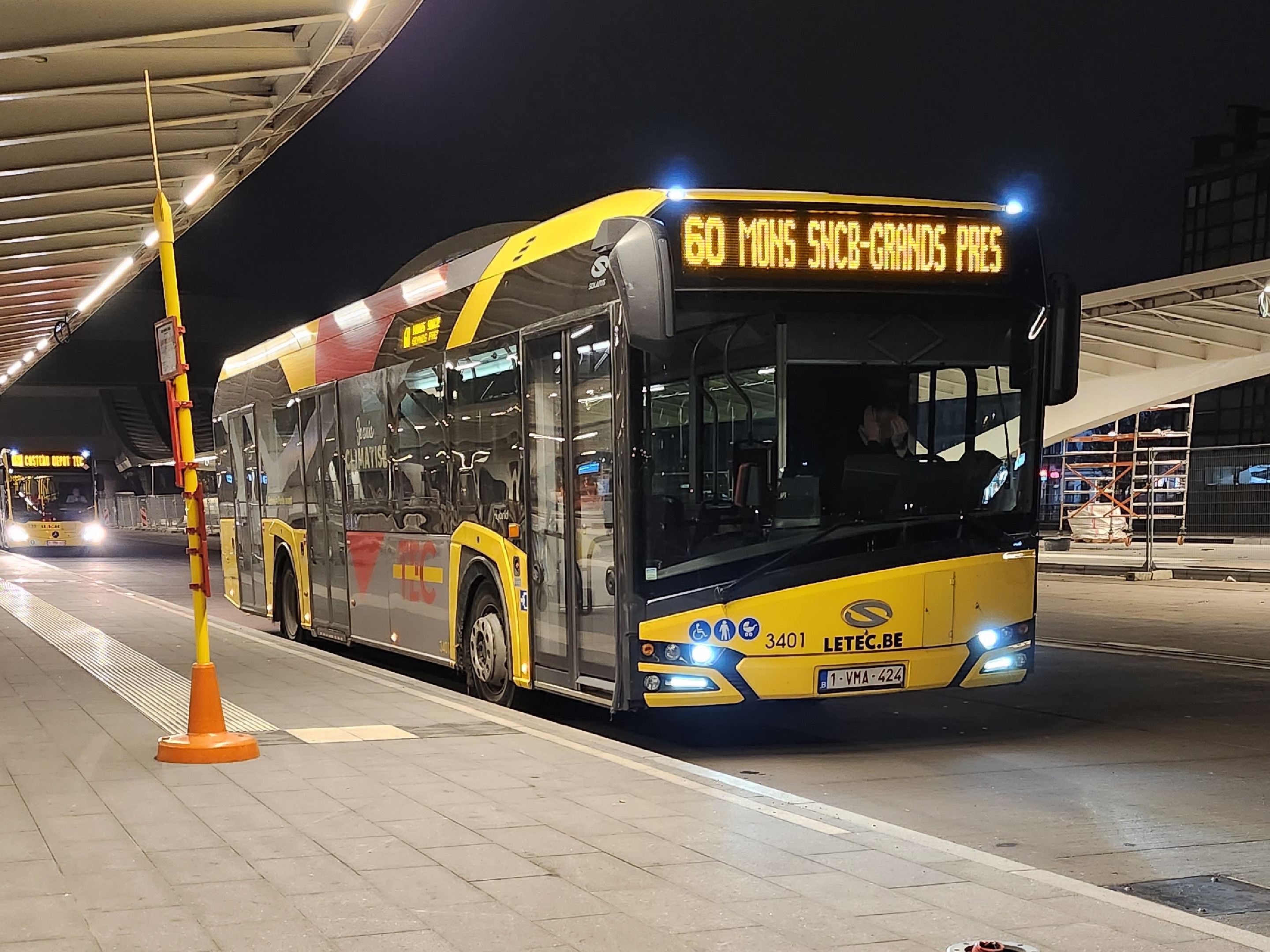
Quai des autobus, dans la continuité des quais de la gare SNCB.
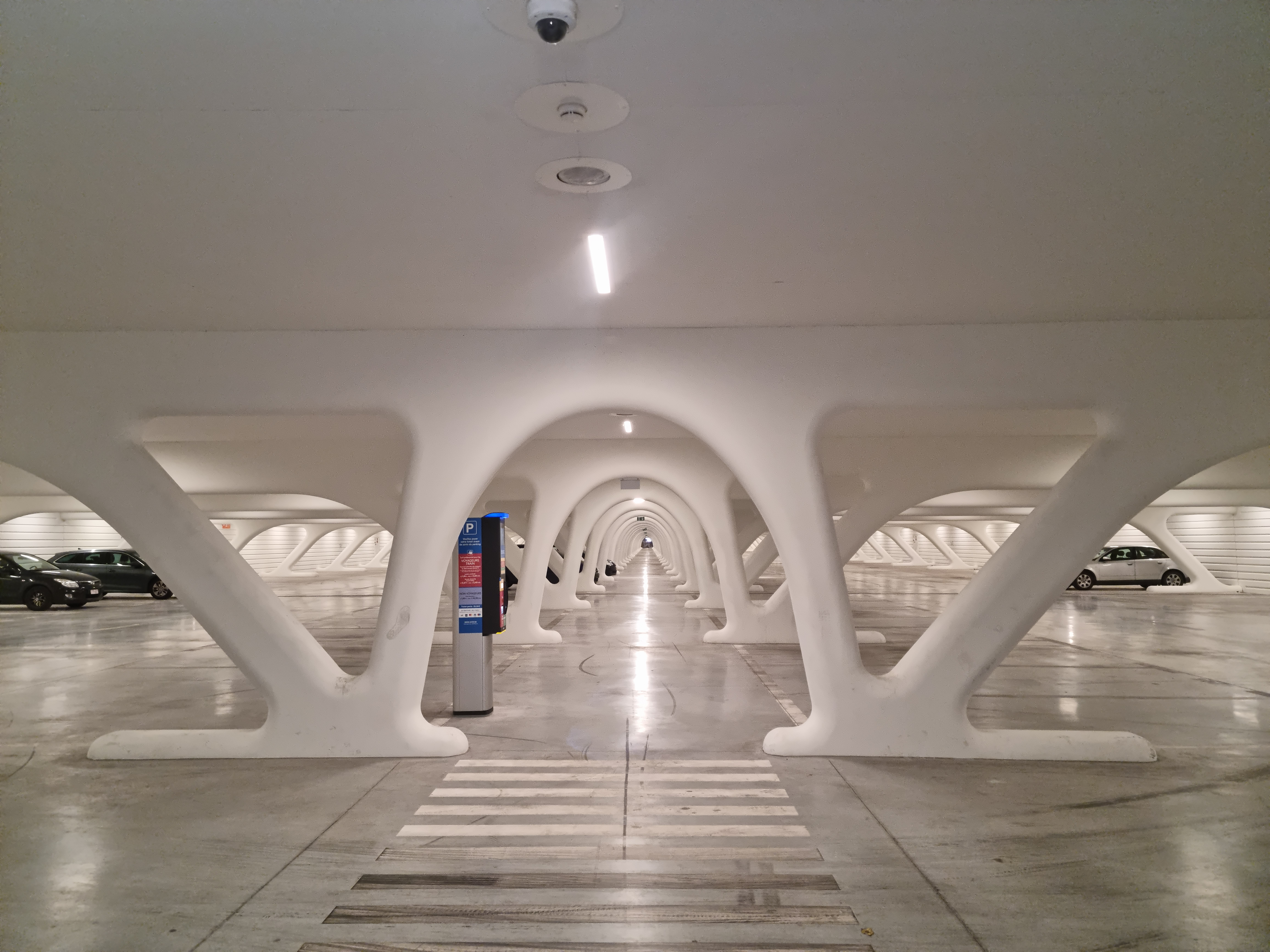
Le parking P2, ouvert en avril 2022.